# Rosenträdgården

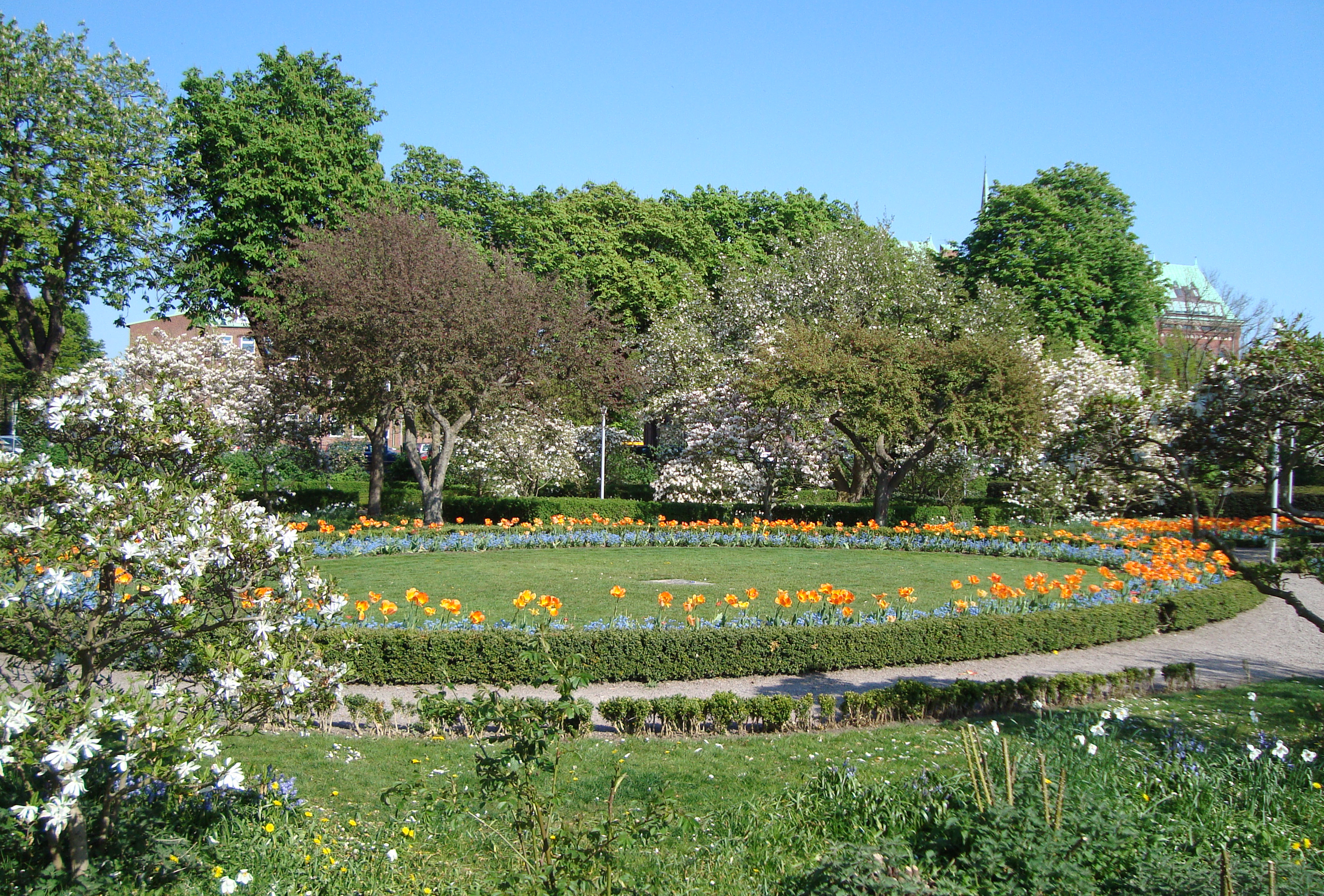
Rosenträdgården i vårblom.

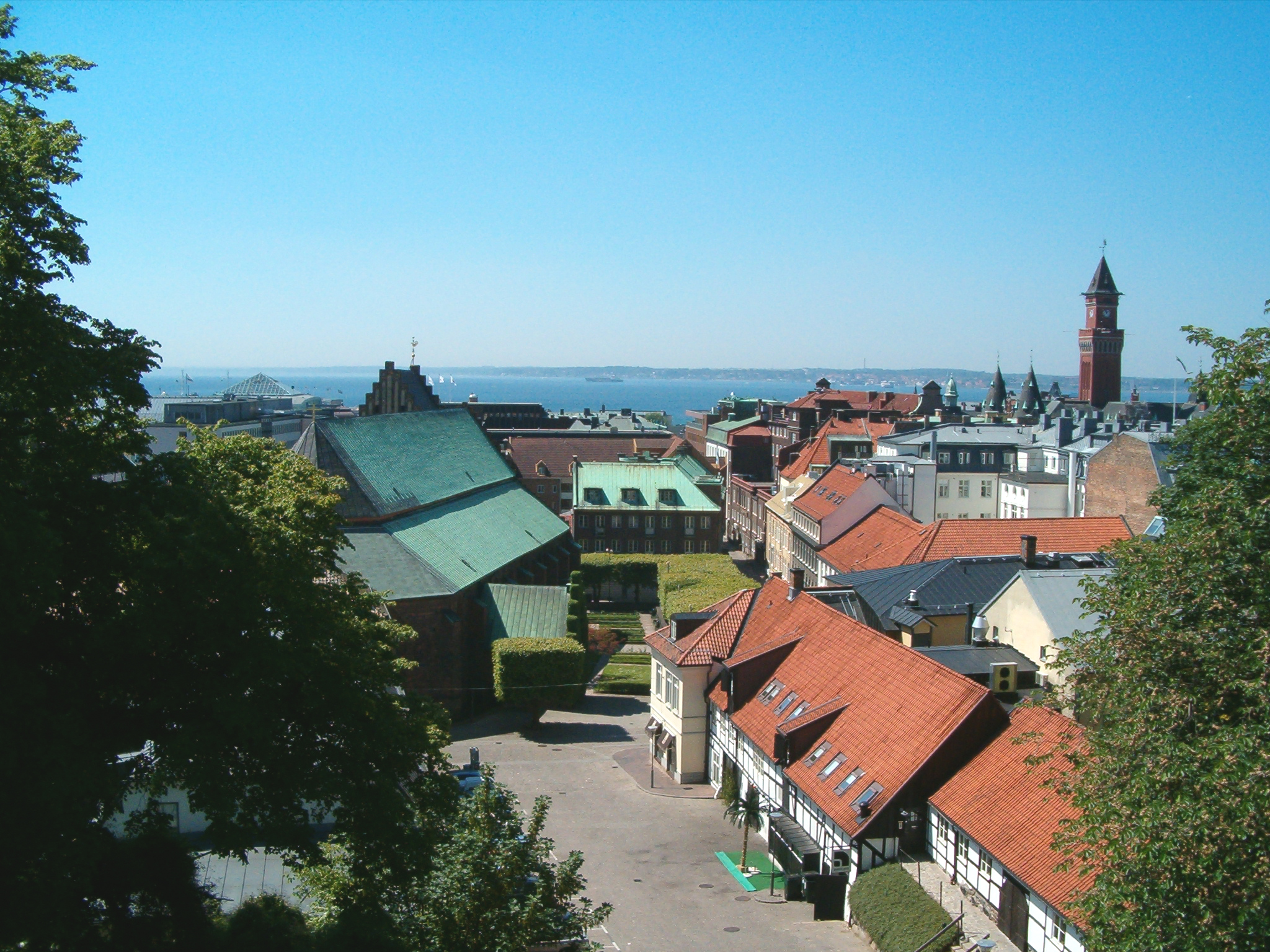
Utsikt åt väster från norra utsiktstornet. Nedanför ser man den centrala staden med Mariakyrkan i förgrunden och Rådhustornet i fjärran.

Rosenträdgården är en parkanläggning i Helsingborg, belägen söder om Slottshagsparken och öster om Gossläroverket.

## Utformning
Trädgården ligger i anknytning till den större Slottshagsparken kring medeltidsborgen Kärnan, men har trots detta en självständig karaktär. Den är belägen mellan två mindre raviner i landborgen, varav den norra leder ner till Billeplatsen genom Hallbergs trappor och den södra leder ner till Himmelriksgränden. Trädgården skjuter upp från landborgskanten som en bastion, utskjutande ur landborgens kant, med vid utsikt över staden nedanför och vidare ut över Öresund. Längs den uppmurade västra sidan av trädgården leder en lägre mur och i norr och söder finns två upphöjda utsiktstorn täckta av koppartak.
Anläggningen är mycket avskärmad från omgivningen genom en tät växtlighet av träd och buskar i öster, vilket ger den en väldigt intim känsla. Längs trädgårdens norra sida löper en pergola, bevuxen av klätterväxter och strax norr om denna finns en mindre gräsyta. I söder ramas trädgården in av en nedsänkt del, innehållande en vattenspegel och kupolformade buskar, inramad av strikt tuktade breda taxushäckar. Själva trädgården utgörs av en central yta, med en oval gräsyta i norr, inramad av rabatter och lägre taxushäckar, samt fem kvadratiska rabatter som leder ner till den lägre delen. Väster och öster om den centrala platsen ligger olika mindre planteringar, inramade av taxushäckar, och mellan dessa högre vegetation i form av blomsterbuskar, till exempel praktmagnolia, och olika typer av träd. I rabatterna nedanför träden växer rosor och rosenbuskar. I flera av de olika planteringarna byts växtligheten ut efter säsong.

## Historik
På medeltiden var platsen där Rosenträdgråden nu ligger en del av det område på landborgen som till hörde det stora dominikanerklostret som grundades 1269 och förstördes efter reformationen 1536. På 1800-talet disponerades marken av Apoteket Kärnan, som låg strax nedanför platsen vid landborgens fot, och kallades då för "Apoteksträdgården". Gossläroverkets biologilektor tilläts även att använda en liten bit av området för undervisning av sina elever. Senare tog parkförvaltningen över trädgården för att använda den som plantskola fram till dess man 1937–39 anlade Rosenträdgården på platsen efter ritningar av arkitekt Arnold Salomon-Sörensen.